# Maicon Douglas Sisenando
Maicon Douglas Sisenando (născut la 26 iulie 1981 în Novo Hamburgo, Rio Grande do Sul), cunoscut sub numele de Maicon, este un  fost fotbalist brazilian.

## Trofee câștigate
Cruzeiro
- Campeonato Brasileiro Série A: 2003
- Copa do Brasil: 2003
- Campeonato Mineiro: 2002, 2003

Internazionale
- Serie A: 2007, 2008, 2009, 2010
- Coppa Italia: 2010
- Supercoppa Italiana: 2006, 2008
- UEFA Champions League: 2010

Internațional
- Copa América: 2004, 2007
- Cupa Confederațiilor FIFA: 2005, 2009